# Harpacticus superflexus
Harpacticus superflexus är en kräftdjursart som beskrevs av Willey 1920. Harpacticus superflexus ingår i släktet Harpacticus och familjen Harpacticidae. Inga underarter finns listade i Catalogue of Life.